# 残堀
残堀（ざんぼり）は、東京都武蔵村山市の地名。現行行政地名は残堀一丁目から残堀五丁目。郵便番号は208-0034。

## 地理
武蔵村山市の西部に位置する。北東は三ツ藤、南東は伊奈平、西は中原、南は岸・三ツ木と隣接する。この南側の岸・三ツ木は米軍横田基地内となる。地内は主に住宅地及び農地として使われている。

### 地価
住宅地の地価は、2014年（平成26年）1月1日の公示地価によれば、残堀5丁目62番17の地点で11万4000円/m2となっている。

## 歴史

### 地名の由来
北側を流れる残堀川に由来する三ツ木の小字名による。

### 沿革
1981年（昭和56年）、町名番地整理により三ツ木南部と岸の一部より成立した。

## 世帯数と人口
2018年（平成30年）1月1日現在の世帯数と人口は以下の通りである。
| 丁目       | 世帯数    | 人口    |
| ---------- | --------- | ------- |
| 残堀一丁目 | 458世帯   | 1,050人 |
| 残堀二丁目 | 437世帯   | 1,041人 |
| 残堀四丁目 | 700世帯   | 1,740人 |
| 残堀五丁目 | 790世帯   | 2,090人 |
| 計         | 2,385世帯 | 5,921人 |

## 小・中学校の学区
市立小・中学校に通う場合、学区は以下の通りとなる
| 丁目       | 番地        | 小学校                 | 中学校                 |
| ---------- | ----------- | ---------------------- | ---------------------- |
| 残堀一丁目 | 全域        | 武蔵村山市立第八小学校 | 武蔵村山市立第五中学校 |
| 残堀二丁目 | 全域        | 武蔵村山市立第八小学校 | 武蔵村山市立第五中学校 |
| 残堀三丁目 | 全域        | 武蔵村山市立第十小学校 | 武蔵村山市立第五中学校 |
| 残堀四丁目 | 全域        | 武蔵村山市立第十小学校 | 武蔵村山市立第五中学校 |
| 残堀五丁目 | 51〜169番地 | 武蔵村山市立第十小学校 | 武蔵村山市立第五中学校 |
| 残堀五丁目 | その他      | 武蔵村山市立第八小学校 | 武蔵村山市立第五中学校 |

## 交通
道路
- 東京都道162号三ツ木八王子線（残堀街道）

## 施設
- 残堀・伊奈平地区図書館
- 残堀自治会館
- 武蔵村山市立第十小学校
- 武蔵村山市立第五中学校
- 村山中藤保育園白樺
- 多摩信用金庫残堀支店
- セイムス残堀店・三ツ藤店
- いなげや武蔵村山残堀店
- 西松屋武蔵村山店
- 馬車道武蔵村山店
- 神明社 - 1720年（享保5年）に三ツ木村より移設された。